# پائولا واگنر
پائولا واگنر (انگلیسی: Paula Wagner؛ زادهٔ ۱۲ دسامبر ۱۹۴۶) هنرپیشه و تهیه‌کننده اهل ایالات متحده آمریکا است.